# Hungnam
Hungnam er en havneby i det østlige Nordkorea, med et indbyggertal (pr. 2005) på cirka 346.000. Byen ligger på kysten til det Japanske Hav kun 13 kilometer syd for landets næststørste by Hamhung.
39°50′N 127°37′Ø / 39.833°N 127.617°Ø